# ジブコ・エアロノーティクス

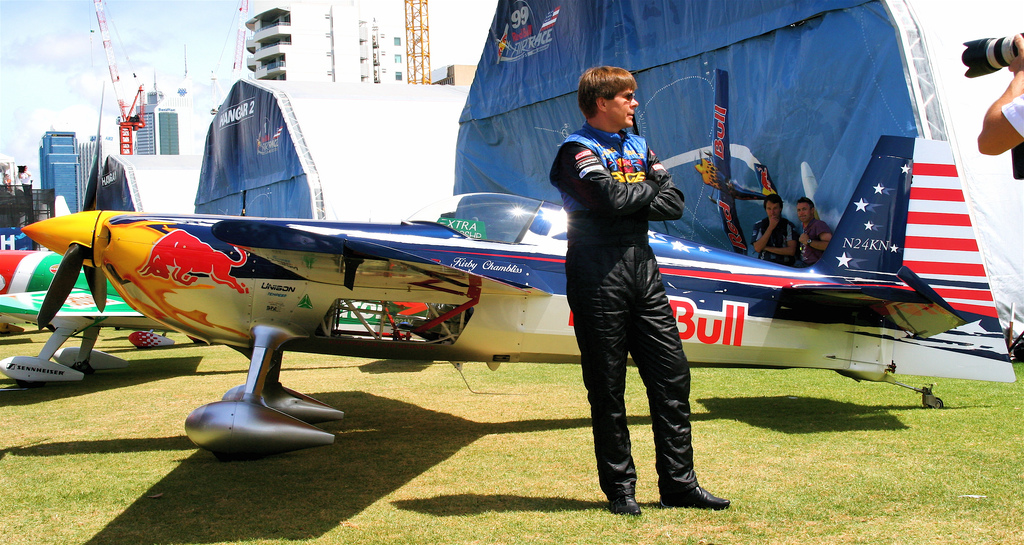
ジブコ エッジ540とカービー・チャンブリス

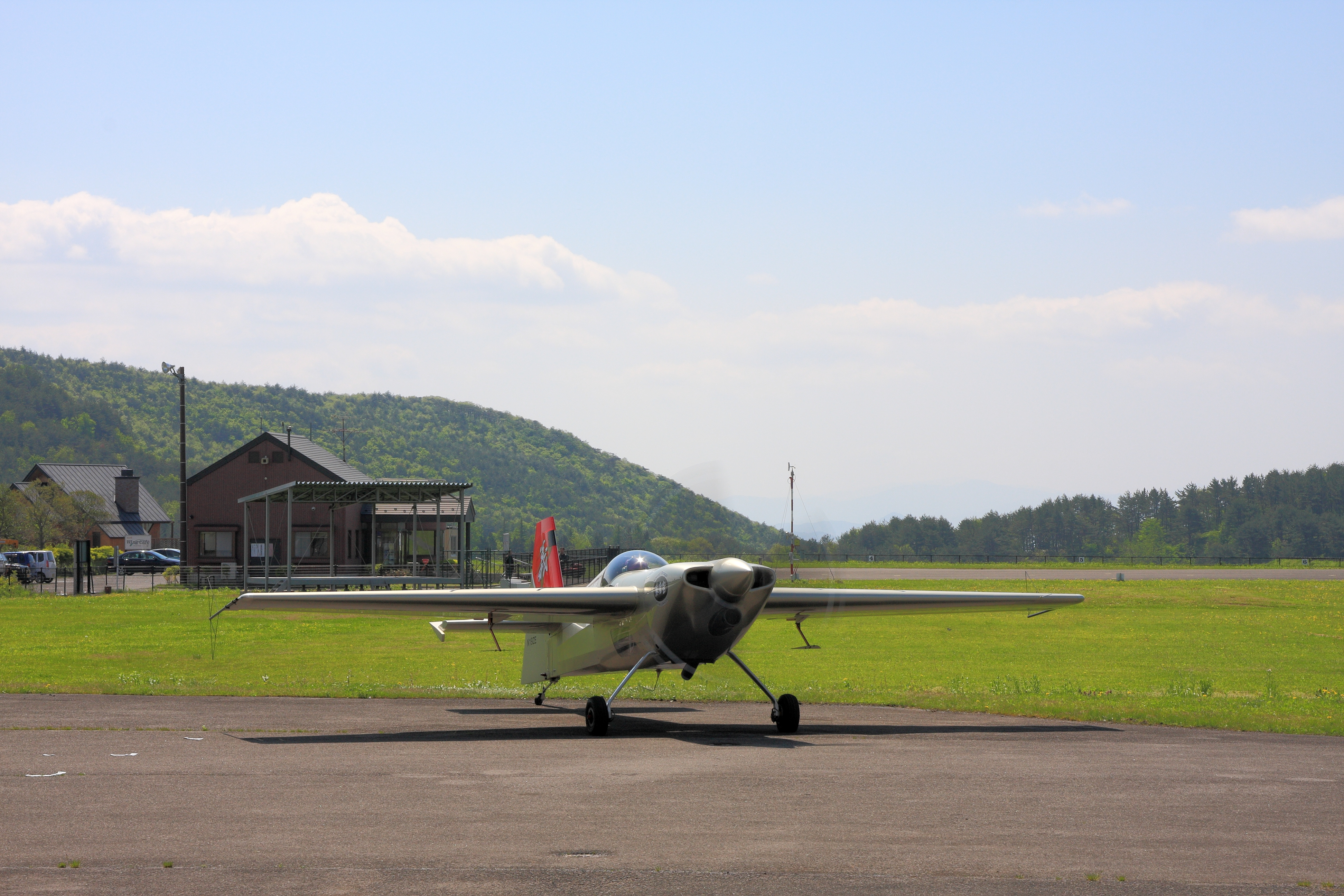
室屋義秀のエッジ540 V2（2012年）

ジブコ・エアロノーティクス（Zivko Aeronautics Inc）はアメリカ合衆国の航空機メーカー。オクラホマシティ近郊のガスリー＝エドモンド地域空港に拠点を置いている。
1987年にウィリアム・ジブコとジュディス・ジブコにより設立された。事業は航空機のプロトタイピングなど開発支援の他、曲技飛行士であるカービー・チャンブリスと共同開発した曲技飛行・エアレース機『ジブコ エッジ540』を製造しており、レッドブル・エアレース・ワールドシリーズの他、曲技飛行大会などでも利用されている。